# Enrico Rivolta
Enrico Rivolta (né le 29 juin 1905 à Milan et mort le 18 mars 1974 dans la même ville) était un footballeur italien de l'entre-deux-guerres.

## Biographie
En tant que milieu de terrain, Enrico Rivolta fut international italien à 8 reprises (1928-1929) pour un but.
Il participa aux JO 1928. Il fut titulaire contre la France, contre l'Espagne (les 2 matchs) face à qui il inscrit son seul but en équipe nationale à la 72e minute dans le match à rejouer, contre l'Uruguay, mais il ne joua pas pour le match pour la troisième contre l'Égypte. L'Italie récolta la médaille de bronze.
Formé à l'Inter Milan, il joua pendant dix années, remportant une Serie A en 1930, et terminant deuxième en 1933 et finaliste de la Coupe Mitropa la même année. 
Ensuite, il fit trois saisons à Naples, sans rien remporter. Puis, il fit une brève saison au Milan AC (0 match en Serie A et deux matchs de coupe d'Italie). 
Pour finir, il termina sa carrière à Associazione Calcio Crema 1908 (it), en Serie C, évitant de peu la relégation en Prima Divisione (D4 italienne).

## Clubs
- 1923-1933 : Inter Milan
- 1933-1936 : SSC Naples
- 1936-1937 : Milan AC
- 1938-1939 : Associazione Calcio Crema 1908 (it)

## Palmarès
- Jeux olympiques
  - Médaille de bronze en 1928
- Championnat d'Italie de football

- - Champion en 1930
  - Vice-champion en 1933
- Coupe Mitropa
  - Finaliste en 1933